# Булај
Булај (њем. Bullay) општина је у њемачкој савезној држави Рајна-Палатинат. Једно је од 92 општинска средишта округа Кохем-Цел. Према процјени из 2010. у општини је живјело 1.517 становника. Посједује регионалну шифру (AGS) 7135019.

## Географски и демографски подаци
Булај се налази у савезној држави Рајна-Палатинат у округу Кохем-Цел. Општина се налази на надморској висини од 250 метара. Површина општине износи 4,0 km². У самом мјесту је, према процјени из 2010. године, живјело 1.517 становника. Просјечна густина становништва износи 383 становника/km².